# 仲町 (桐生市)
仲町（なかまち）は、群馬県桐生市の町名である。一丁目から三丁目が設置されている。郵便番号は376-0035。
1966年（昭和41年）の住居表示の実施により、それまでの東町・泉町・高砂町・旭町・常盤町・川岸町の地域に新設された町名である。

## 地理
桐生市の中部に位置する。川岸町・泉町・東町・高砂町・旭町とともに桐生市第六区に属する。
東部は中通りを境として東一丁目・四丁目・六丁目に、南部は浜松町・川岸町に、西南部は旭町・高砂町に、西部は本町に、西北部は泉町・東町に、北部は東久方町にそれぞれ接する。
町内北部が一丁目、中部が二丁目、南部が三丁目となっている。一丁目にはかつて群馬県立桐生女子高等学校があったが、現在は青少年センターの敷地になっている。二丁目周辺は飲食店が軒を連ねる繁華街であり、桐生市立東小学校や桐生倶楽部会館がある。三丁目には桐生ガス本社があり、JR両毛線の高架橋が町内を貫いている。

## 歴史
かつての今泉村の一部にあたる。1873年（明治6年）に、今泉村、堤村、本宿村、村松村が合併して安楽土村となる。
1889年（明治22年）の町村制施行により、桐生新町、新宿村、安楽土村、下久方村、上久方村平井が合併して桐生町が発足、安楽土村は桐生町の大字の一つとなる。1921年（大正10年）の市制施行を経て、1929年（昭和4年）に大字が廃止され、東町・泉町・高砂町・旭町・常盤町・川岸町が新設された。
1966年（昭和41年）の住居表示の実施に伴う町名変更により、東町・泉町・高砂町・旭町・常盤町・川岸町の一部が新たに「仲町」となった。

## 世帯数と人口
2022年（令和4年）1月31日現在の世帯数と人口は以下の通りである。
| 丁目       | 世帯数  | 人口    |
| ---------- | ------- | ------- |
| 仲町一丁目 | 314世帯 | 577人   |
| 仲町二丁目 | 290世帯 | 512人   |
| 仲町三丁目 | 351世帯 | 675人   |
| 計         | 955世帯 | 1,764人 |

## 小・中学校の学区
市立小・中学校に通う場合、学区は以下の通りとなる。
| 丁目       | 番地   | 小学校           | 中学校             |
| ---------- | ------ | ---------------- | ------------------ |
| 仲町一丁目 | 1〜5番 | 桐生市立北小学校 | 桐生市立清流中学校 |
| 仲町一丁目 | その他 | 桐生市立東小学校 | 桐生市立清流中学校 |
| 仲町二丁目 | 全域   | 桐生市立東小学校 | 桐生市立清流中学校 |
| 仲町三丁目 | 全域   | 桐生市立東小学校 | 桐生市立清流中学校 |

## 交通

### 鉄道
町内に鉄道駅はない。

### 道路
- 群馬県道277号老神温泉線

## 施設
- 一丁目
  - 日絹織物
  - 桐生市立青年の家
  - 須貝織物
- 二丁目
  - 泉町教会
  - 桐生市立東小学校
  - 桐生倶楽部会館
  - 桐生東部教会
  - 桐生仲町郵便局
- 三丁目
  - 桐生ガス
  - 常祇稲荷神社

## 避難所
- 桐生市立東小学校（洪水災害、土砂災害、地震、大規模火災、内水氾濫時の緊急避難場所及び指定避難所）[8]
- 東町児童公園（土砂災害、地震時の緊急避難場所）